# Belaja armija, čërnyj baron
Armata bianca, barone nero (in russo Белая армия, чëрный барон?, Bélaja àrmija, čërnyj baròn), noto anche come L'Armata rossa è la più forte (in russo Красная Армия всех сильней?, Kràsnaja Àrmija vsech sil'néj), è un canto patriottico russo-sovietico, scritto nel 1920, durante la guerra civile russa, da Pavel Grigor'evič Gorinštejn e composto da Samuil Jakovlevič Pokrass.
L'Armata Bianca era fatta da vari gruppi di miliziani fedeli allo zar Nicola II Romanov, mentre il barone nero era Pëtr Nikolaevič Vrangel', poiché i suoi soldati d'élite erano vestiti in uniforme nera.

## Testo
| Testo in alfabeto cirillico | Testo in alfabeto latino | Testo in italiano |
| --- | --- | --- |
| I Белая армия, чёрный барон Снова готовят нам царский трон, Но от тайги до британских морей Красная Армия всех сильней. Припев: Так пусть же Красная Сжимает властно Свой штык мозолистой рукой, И все должны мы Неудержимо Идти в последний смертный бой! II Красная Армия, марш марш вперёд! Реввоенсовет нас в бой зовёт. Ведь от тайги до британских морей Красная Армия всех сильней! Припев III Мы раздуваем пожар мировой, Церкви и тюрьмы сравняем с землёй. Ведь от тайги до британских морей Красная Армия всех сильней! Припев | I Belaja armija, čërnyj baron Snova gotovjat nam carskij tron, No ot tajgi do britanskich morej Krasnaja Armija vsech sil'nej. Pripev: Tak pust' že Krasnaja Sžimaet vlastno Svoj štyk mozolistoj rukoj, I vse dolžny my Neuderžimo Idti v poslednij smertnyj boj! II Krasnaja Armija, marš marš vperëd! Revvojensovet nas v boj zovët. Ved' ot tajgi da britanskich morej Krasnaja Armija vsech sil'nej! Pripev III My razduvaem požar mirovoj, Cerkvi i tjur'my sravnjaem s zemlëj. Ved' ot tajgi da britanskich morej Krasnaja Armija vsech sil'nej! Pripev | I L'Armata bianca, il barone nero cercano d'imporci di nuovo il trono dello zar ma dalla taiga ai mari britannici l'Armata rossa è la più forte. Ritornello: Che l'Armata Rossa sapientemente impugni le baionette con le loro mani callose, e lanciamoci tutti irrefrenabilmente nell'ultima fatale battaglia II Armata Rossa, marcia, marcia avanti! Il consiglio rivoluzionario ci chiama a combattere. Perché dalla taiga ai mari britannici l'Armata rossa è la più forte! Ritornello III Abbiamo fomentato le fiamme di un incendio in tutto il mondo, abbiamo raso al suolo le chiese e le prigioni. Perché dalla taiga ai mari britannici l'Armata rossa è la più forte! Ritornello |